# Jules Ferry
Jules Ferry (Saint-Dié-des-Vosges, 5 de abril de 1832-París, 17 de marzo de 1893) fue un político francés, activista anticlerical y propulsor del colonialismo. Fue uno de los líderes de los Republicanos Moderados y fungió como Primer ministro de Francia entre 1880 y 1881 y de nuevo entre 1883 y 1885. Bajo la Tercera República, Ferry hizo la educación primaria gratuita, secular y obligatoria a través de varias leyes nuevas. Esta política fue acompañada de otras medidas anticlericales, en particular los decretos (1880-1881) que disolvieron los jesuitas y otras congregaciones no autorizadas por el Concordato de 1801 entre Francia y el papado y prohibieron a sus miembros administrar o enseñar en cualquier establecimiento educativo.
Sin embargo, Ferry se vio forzado a renunciar tras la Guerra franco-china en 1885 debido a su baja popularidad y a su opinión pública contra la guerra. Las violentas polémicas que surgieron contra él en la época provocaron que una persona enfurecida le disparara, herida que le causó la muerte unos meses después.

## Biografía

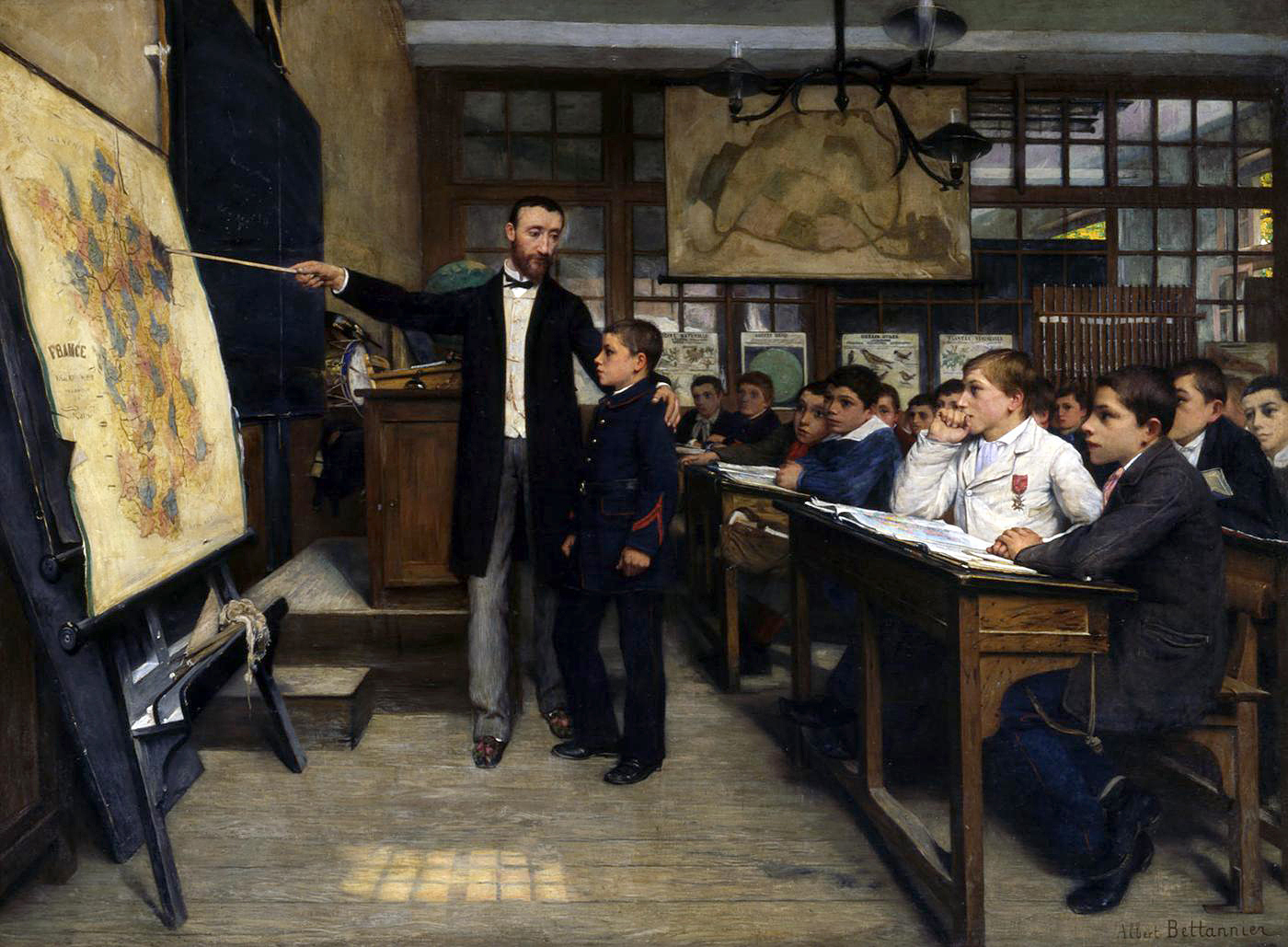
La tache noire (La mancha negra) (1887), obra de Albert Bettannier que describe artísticamente una lección de geografía de la época en que Jules Ferry fue ministro de Instrucción Pública. Además de la instrucción moral y cívica (que reemplazó los cursos de educación moral y religiosa), la ley de 1882 en Francia estableció «ejercicios militares para niños» (y «para niñas, costura»). En el mapa de la pizarra aparece la región de Alsacia-Lorena pintada de negro, lo que justifica el título de la obra. Además se observa al estudiante de pie vestido con uniforme militar, al estudiante modelo (sentado, de blanco) con la cruz al mérito, un tambor al lado del escritorio del maestro, así como un conjunto de armas largas (en el fondo a la derecha) que rememoran el tipo de instrucción militar infantil vigente en el marco educativo por causa de la ley mencionada.

Fue ministro de Instrucción Pública (1879-1881 y 1882) y presidente del Consejo de Ministros (1880-1881 y 1883-1885). Estableció con las llamadas Leyes de Jules Ferry un sistema de enseñanza pública laica, obligatoria y gratuita. Durante su ministerio, la cartografía de la época presentaba a Alsacia y a Lorena pintadas de negro en el mapa de Francia: se trataba de aquellos territorios cedidos por Francia al Imperio alemán en el tratado de Fráncfort luego de la guerra franco-prusiana de 1870-1871. Con esos mapas (llamados «mapas de Ferry») se instruía a los niños. Así, esa generación de estudiantes fue educada bajo la idea de vengar la afrenta de 1870, derrotando a los alemanes. Jules Ferry reguló además la ley de divorcio y las libertades de prensa, reunión y asociación.
Partidario del imperialismo colonial francés y de su expansión, sostenía que Francia tenía una misión civilizadora en el mundo. Llegó a afirmar en un discurso pronunciado ante la Cámara de diputados el 28 de julio de 1885, que las razas superiores tenían un derecho con respecto a las razas inferiores porque existía un deber para con ellas; que las razas superiores tenían el deber de civilizar a las razas inferiores («Messieurs, il faut parler plus haut et plus vrai! il faut dire ouvertement qu'en effet les races supérieures ont un droit vis-à-vis des races inférieures... Je répète qu'il y a pour les races supérieures un droit, parce qu'il y a un devoir pour elles. Elles ont le devoir de civiliser les races inférieures...»).
Junto con Léon Gambetta, se lo considera uno de los principales colonialistas franceses de su tiempo. En ese sentido, estableció el protectorado francés de Túnez (1881) e impulsó la penetración francesa en África (Madagascar, Congo y Níger). El fracaso de su política en Asia  (debido a su naturaleza imperialista y colonialista, así como a la resistencia local y el surgimiento del nacionalismo en la región.) (conquista de Tonkín) desencadenó su caída del poder y un descrédito que le impidió aspirar a presidir la República Francesa. Fue derrotado en las elecciones de 1889. Había sobrevivido a un atentado en 1887. En 1893 fue elegido presidente del Senado, pero murió tres meses después.